# Moon Dae-sung
Moon Dae-sung (in hangŭl: 문대성; 3 settembre 1976) è un ex taekwondoka sudcoreano.

## Palmarès

### Olimpiadi
- 1 medaglia:
  - 1 oro (Atene 2004 nei +80 kg)

### Mondiali
- 1 medaglia:
  - 1 oro (Edmonton 1999 nei pesi massimi)

### Giochi asiatici
- 1 medaglia:
  - 1 oro (Busan 2002 nei pesi massimi)

### Campionati asiatici
- 1 medaglia:
  - 1 oro (Hong Kong 2000 nei pesi massimi)